# 前清秘史
《前清秘史》開拍於2006年；完成於2007年11月，為描述明朝萬曆至清朝雍正年間的正史紀錄片。由中國知名電視製作人尤小剛製作的該紀錄片，約24集24小時的內容涵蓋諸如明朝万历、泰昌、天启、崇祯與清朝努爾哈赤、皇太極、康熙、雍正等8位皇帝、579位歷史人物及236個歷史故事。
中國歷史作家李亞平撰稿，且用真人演出部分情節的該紀錄片，以穿插特殊的「情景再現」戲劇方式揣摩史實過程。因該劇題材特殊等因素，曾獲得第10屆歐亞電視節等4個國際大獎，2008年2月23日開始於中國境內北京衛視播出，且罕見安排於八點檔電視熱門時段。據統計，該節目首播之收視率頗為叫好。

## 外部資料
官方專題 （页面存档备份，存于）